# Catastro Nacional de Museos (Brasil)
El Catastro Nacional de Museos es un instrumento del Sistema Brasileño de Museos creado con el objetivo de conocer e integrar el universo museológico brasileño. Su fuerza e importancia están relacionadas al carácter censitario de su acción. Otro punto que merece destaque es la metodología especial de levantamiento de datos, que por primera vez contó con el trabajo de investigación local realizado por asistentes entrenados.
Fue con este espíritu que, desde su lanzamiento, en marzo de 2006, hasta los días actuales, la actividad del Catastro Nacional de Museos ya analizó el universo de 2500 instituciones museológicas en todo el país. La divulgación de las características, actividades y servicios de los museos catastrados, podrá contribuir de forma efectiva para las siguientes acciones: diagnóstico del sector museológico, planeamiento de acciones de políticas públicas de cultura y también el desarrollo de distintas líneas de investigación.
El Catastro Nacional de Museos es una iniciativa del Departamento de Museos u Centros Culturales del IPHAN (Instituto del Património Histórico y Artístico Nacional), en consonancia con las acciones establecidas en la Política Nacional de Museos. Su implantación y desarrollo son patrocinados por el Ministerio de la Cultura de Brasil, en conjunto con el gobierno español, por intermedio de la Organización de los Estados Iberoamericanos.